# 慈福寺
慈福寺，位于山西省忻州市五台山台怀镇东庄村西约300米，台怀寺庙集群区，菩萨顶背后紫霞谷口南侧。该寺规模宏大，具有浓郁的藏式建筑风格，已列为五台县文物保护单位。

## 历史
慈福寺原名禅堂院，建于嘉庆十九年（1814），最初是菩萨顶退职大喇嘛佐巴隆柱坐禅修持之所。道光二年(1822)至道光九年(1829)菩萨顶大喇嘛纳不海续建。清道光九年(1829)二月二十三日道光皇帝赐匾慈福寺，系“黄庙佛爷五处”，即章嘉活佛五寺（文殊寺、广化寺、集福寺、普乐院、慈福寺）之一。 

## 建筑
慈福寺是五台山黄庙中藏式建筑风格最明显的寺宇之一，规模宏大，占地7826平方米，南北狭长，前后五进院落。计有殿堂楼房80间。除山门为新建外，现存建筑均为清代遗构。中轴线上依次建有天王殿、大雄宝殿、文殊殿和藏经阁。大雄宝殿供铜铸接引佛像，体态丰盈。上层供奉藏传佛教的七位大师。

## 保护
1988年7月，慈福寺公布为五台县文物保护单位。